# 隼型試作戦闘機
三菱 隼型試作戦闘機
- 用途：戦闘機
- 設計者：仲田信四郎
- 製造者：三菱航空機
- 運用者：大日本帝国陸軍
- 初飛行：1928年
- 生産数：2機
- 運用状況：不採用・退役

隼型試作戦闘機（はやぶさがたしさくせんとうき）は、三菱航空機が大日本帝国陸軍向けに試作した戦闘機。三菱の社内符号は「1MF2」。

## 概要
陸軍は1927年（昭和2年）に、甲式四型戦闘機を代替する新型戦闘機の開発を三菱、中島飛行機、川崎造船所飛行機部、石川島飛行機に指示した。これを受けた三菱はアレクサンダー・バウマン博士の指導のもとに、仲田信四郎技師を設計主務者として設計に着手。設計作業には堀越二郎技師も参加した。
試作一号機は1928年（昭和3年）5月に完成。各務原飛行場で三菱側の試験を終えた後、1928年6月13日に所沢で陸軍による審査が行われ、中島のNCや川崎のKDA-3を引き離す性能を見せた。しかし、高度4,000 mからの400 km/hでの急降下試験の際に空中分解を起こし墜落。テストパイロットを務めていた三菱の中尾純利操縦士は落下傘降下により無事だった。この事故を受けて陸軍は審査を中断し、強度試験の結果全社不採用となった。なお、事故原因は補助翼蝶番部の取付部接着法の設計および作業ミス、もしくは補助翼と主翼に発生したフラッターだと推測されている。制作数は2機であり、二号機は強度試験に用いられた。
機体は木金混合骨組に合板および羽布張りの単葉機で、当初は主翼を支柱式低翼配置の前進翼とする「隼一型」として計画されていたが、良好な前下方視界を求める陸軍の要望によってオーソドックスなパラソル翼を持つ「隼二型」に変更された上で完成している。なお、一型・二型ともに当時では珍しい原寸大モックアップが制作された。降着装置は固定脚だが、フロートに換装して水上機とすることも可能だった。また、張線を廃した主翼支持、空中火災時の燃料投棄に用いられる投下式燃料タンクの採用、組立・整備の簡略化など、各種の新機軸が盛り込まれていた。
なお、最終的には中島のNCが改良を重ねた後に九一式戦闘機として制式採用されている。

## 諸元
- 全長：8.20 m
- 全幅：12.62 m
- 全高：3.35 m
- 主翼面積：23.0 m2
- 自重：1,265 kg
- 全備重量：1,800 kg
- エンジン：三菱 イスパノ・スイザ 水冷V型12気筒（最大600 hp） × 1
- 最大速度：270 km/h
- 実用上昇限度：8,500 m
- 武装：7.7mm固定機関銃 × 2
- 乗員：1名